# Beatrix (Final Fantasy)
Beatrix es un personaje femenino del videojuego Final Fantasy IX donde desempeña el papel de general de los ejércitos alexandrinos. Durante muchos años dirigió a las poderosas guerreras alexandrinas mientras que el comandante Steiner dirigía el batallón Pluto.

## Historia

### Inicios
La historia de Beatrix es la de una joven entregada al combate, que soñaba con ser la más poderosa de la tierra entre los hombres. Por ello se alistó a las tropas del ejército alexandrino, dirigido por Steiner. Un día, Beatrix retó a su comandante, creyendo estar absolutamente preparada, pero la técnica de Steiner era muy superior y ésta fue vencida y humillada por éste. 
Con el tiempo, Beatrix se ganó los respetos de la reina Brahne, quien la envió a duras y terribles misiones, entre ellas hubo una en la que la reina mandó a un batallón a una misión por unos peligrosos terrenos. Allí el ejército de Beatrix es atacado y asesinado, solo queda Beatrix quien consigue salvarse de un temible monstruo a costa de perder un ojo. Beatrix consigue salvarse gracias a su poder de concentración y astucia. 
Finalmente, la encuentran moribunda y la llevan al palacio imperial de Alexandria donde se recupera de sus heridas. Es desde ese momento en que Beatrix comienza un proceso de entrenamiento mental y físico riguroso, que la lleva al triunfo. Beatrix se convierte en la más temida entre los grandes guerreros de la tierra.

### Alexandria
Durante las conquistas de Alexandria a los reinos vecinos, Beatrix es la encargada de dirigir los ejércitos alexandrinos, pero en su interior alberga duda, pues no está totalmente de acuerdo con los planes de la reina, aunque su fidelidad la hace someterse a Brahne.
Beatrix se enfrenta al grupo protagonista en la plaza central de Burmecia donde después de combatir les lanza un ataque mortal y les vence sin problemas. Tendrá un segundo encuentro en Cleyra, el reino oculto en el torbellino de arena, donde es enviada a robar la gema sagrada del reino. Allí ocurre exactamente lo mismo, sin problemas les lanza un ataque múltiple y los vence. 
Finalmente, el tercer combate con el grupo protagonista se produce en la alcoba de la reina Brahne en el palacio de Alexandria, allí se repite la historia venciendo al grupo, pero lo curioso es que después de vencerles, ve a la princesa Garnet tumbada en un sofá, sumida en un hechizo de sueño después de haberle robado las invocaciones la reina Brahne. Es en este momento en que Beatrix se arrepiente de sus actos y cura a Garnet usando su potente magia, enfrentándose a Brahne incluso para evitar más dolor. 
Cuando la reina Brahne muere, Beatrix jura fidelidad a la nueva reina Garnet y así lo demuestra durante todo el resto de la historia, luchando por ella contra todos los enemigos de Alexandria, incluso poniendo en riesgo su vida y la de su gran barco el Red Rose.
Al final de la historia, Beatrix y Steiner comienzan una relación amorosa oculta desde hace mucho tiempo y negada desde siempre por los dos.

## Habilidades
Como un paladín, Beatrix puede usar Magia Santa, una serie de hechizos de Garnet y Eiko de magia blanca. Ella también usa un especial llamado Ira Santa, el cual consiste en cuatro de los artes de la espada de Steiner, "Sable Eléctrico", "Devastación", "Guillotina", y "Shock".